# Färjestadstravet
Färjestadstravet, i Karlstad, Värmlands län, är en travbana. Färjestadstravet öppnades år 1936 och blev då den fjärde travbanan i Sverige. Färjestadstravet ligger bredvid Löfbergs Arena.
Färjestads travbana är en av Sveriges mellanbanor, strax efter storbanorna Solvalla, Åbytravet och Jägersro. Det största loppet som anordnas är Färjestads Jubileumslopp, i vilket Copiad satte världsrekord 1994.
Till minne av den svensk-norska unionsupplösningen anordnas sedan år 2005 det så kallade Unionstravet i samband med Färjestads V75-arrangemang på höstkanten. Det innebär gemensam spelpott med Norge och högklassiga, men oftast svårtippade lopp, där främst svenska och norska hästar gör upp om prispengarna.
De mest kända travtränarna från Färjestad är Björn Goop, Dagfinn Aarum, Mikael J. Andersson, Magnus Jakobsson, Carl Johan Jepson, Jonas Moberg, Morgan Ivarsson, Stig Sjögren, Uno Swed, Leif Berggren, Karl O. Johansson och Erik Berglöf.

## Baninformation - Färjestadstravet
- Längd: 1000 meter.[3]
- Bredd start 2140m: 20,4 meter.
- Bredd start 1640 m: 21,1 meter.
- Upploppets längd: 177 meter.
- Dosering kurvor: 16,5 %.
- Kurvradie: 92 meter.
- Banbelysning: 33 master med 148 armaturer à 2000 W.
- Startbilsvinge: Rak

## Snabbaste tider genom åren
- Varmblod: San Moteur (2022) 1.09,4a.[4]
Magic Tonight (2014) 1.09,5a.[5]
- Kallblod: Järvsöfaks (2005) 1.18,8a.[6]